# Pieter Withoos
Pieter Withoos (Amersfoort, 1654 – Amsterdam, 1693) è stato un pittore e illustratore olandese del secolo d'oro.

## Biografia

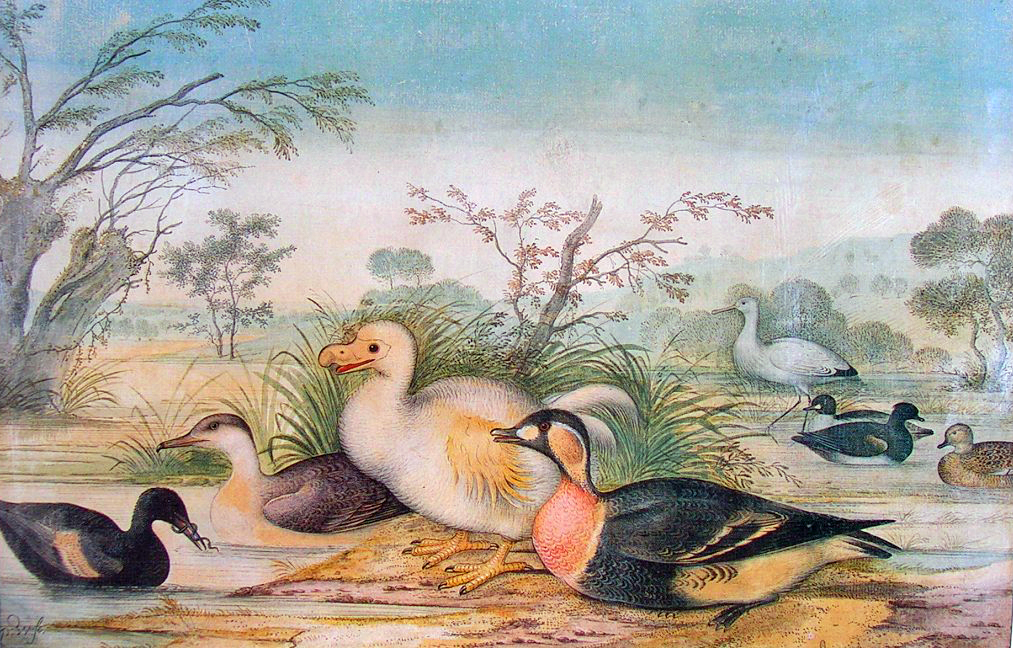
Dodo bianco con altri uccelli (1693)

Pieter era il secondogenito degli otto figli di Matthias Withoos e di Wendelina van Hoorn (1618-1680 c.). Quando nel 1672 i Francesi minacciavano di impadronirsi della città di Amersfoort, Matthias Withoos si trasferì con la sua famiglia ad Hoorn, luogo di nascita della moglie Wendelina.
Pieter, assieme ai fratelli Johannes, Alida, Maria e Frans, fu allievo del padre Matthias, il cui stile seguì nella pittura di fiori, piante, insetti ed uccelli. Rappresentò questi soggetti in modo particolarmente realistico ed utilizzò soprattutto la tecnica dell'acquerello su pergamena.
Sia Alida che Pieter Withoos come pure Johannes Bronkhorst e Herman Hengstenburgh lavoravano per Agnes Block nella sua villa Vijverhof. Pieter Withoos disegnò per lei otto piante, una foglia con diversi insetti e diciassette disegni con uccelli di cui uno assieme a Johannes Bronkhorst (quattro anatre in acqua).
Pieter, che lavorava anche per altri collezionisti, eseguì anche un acquerello che ritraeva un dodo, un uccello ora estinto, probabilmente un esemplare importato dall'isola Reunion o impagliato.
Oggi le opere di Pieter Withoos si trovano in collezioni sia private che pubbliche. Nella biblioteca di Artis si trovano quindici suoi acquerelli con farfalle e falene. Nel Museo Teylers di Haarlem sono conservati suoi disegni di farfalle.

## Opere
- Foglio con studi di falene ed una libellula, penna, inchiostro ed acquerello, 23,4 x 17,4 cm, firmato[6]
- Un cultivar di tulipano da giardino, dal giardino di Louis de Marle di Haarlem, acquerello e guazzo, 32 x 20,5 cm, firmato, 1683[7]
- Zucche, acquerello e guazzo, 35,9 x 25,1 cm, firmato[8]